# Gedesbyskibet
Gedesbyskibet er et skibsvrag fundet ved Gedesby på Sydfalster i 1988. Skibet er dateret til 1320-1350 via dendrokronologi og år 1300 ± 30 år ved kulstof 14-datering. Det er et af de bedst bevarede middelalderskibe i Nordeuropa.
En rekonstruktion af skibet er fremstillet på Middelaldercentret og fundet, skibet og rekonstruktionen er beskrevet i bogen Agnete - En dejlig Skude af Kjeld Gerdrup.

## Fundet
Skibet lå under 5 meter sand og blev fundet i 1988. Et stykke af forstavnen blev frilagt af en rendegraver i forbindelse med oprensning af en kanal ved Bøtø Nor Pumpestation. I første omgang blev der udført prøvegravninger, og da skibet viste sige at være godt bevaret, besluttede Nationalmuseet at foretage en fuld udgravning i samarbejde med det lokale museum Falsters Minder.
Skroget var særdeles velbevaret, og dele af rigningen var bevaret.
Det blev udgravet i 1990 og konserveret fra 1991 til 92 i Brede nord for København.
Fundet er enestående, idet der ikke fandtes lignende fund fra middelalderen, og fordi Gedesbyskibet er det manglende trin i udviklingsprocessen fra vikingetidens vikingeskibe til middelalderens kogger. Ved udgravninger på Dokøen i forbindelse med byggeriet af Operahuset i København i 2001 er der fundet et skibsvrag, der minder meget om Gedesbyskibet.

## Skibet
Skibet er et lokalt handelsfartøj, idet egetræet til konstruktionen stammer fra egnen. En kokasse i bunden af skibet stammer fra køer, der har græsset på et saltrigt område, hvilket også kan passe med lokalområdet. Samtidig indikerer det, at skibet sidst har været brugt til transport af kreaturer.
Skibet er omtrent 13 meter langt og har en dybdegang på en meter. Det er et klinkbygget skib i egetræ der som skibe på den tid var det udstyret med råsejl.
Ti år efter fundet blev tegningerne fra fundet studeret yderligere af Vikingeskibsmuseet i Roskilde. Undersøgelserne tydede på, at nogle naglehuller agter i skibet stammede fra et aftageligt kastel til forsvarsmæssigt brug.

## Rekonstruktion
Kort efter at udgravningerne var færdiggjort foreslog det nystartede museum Middelaldercentret ved Nykøbing Falster, at det sammen med Nationalmuseet skulle rekonstruere fundet i fuld størrelse.
I første omgang blev der fremstillet en model i pap. Derefter blev der bygget en model i lindetræ i størrelse 1:5 for at give en ide om skibets udformning. Modellen kan nu ses på pumpestationen i Gedesby.
I 1993-1995 blev der fremstillet en rekonstruktion af skibet på Middelaldercentret ved Nykøbing Falster i samarbejde med Nationalmuseets Marinarkæologiske Center. Den blev fremstillet i eg ligesom originalen, og der blev fældet omkring 70 m3 skov for at få træ nok i de rigtige størrelser og former. Rekonstruktionen blev søsat d. 1. juni 1995 og navngivet Agnete efter den danske folkevise "Agnete og Havmanden". Det var socialminister Aase Olesen, som navngav skibet. I 1992 blev der rekonstrueret en jolle på museet ud fra et fund i Kalmar. Jollen fik navnet Havmanden efter samme folkevise og er knyttet til Agnete som ledsagerbåd.
Den første prøvesejlads blev foretaget omkring Gedser og Rødsand i vindstyrker op til 16 m/s. Sejlads med Agnete har givet viden om bl.a. lasteegenskaber og sejlteknikker for den tidlige middelalders skibe. Yderligere viser skibet gode sejlegenskaber.
I 2006 blev der lavet et kastel til Agnete på baggrund af studierne fra Vikingeskibsmuseet.
På trods af, at skibet er fra middelalderen, har nogen betegnet det som et vikingeskib.